# Christian Gottlieb Jöcher

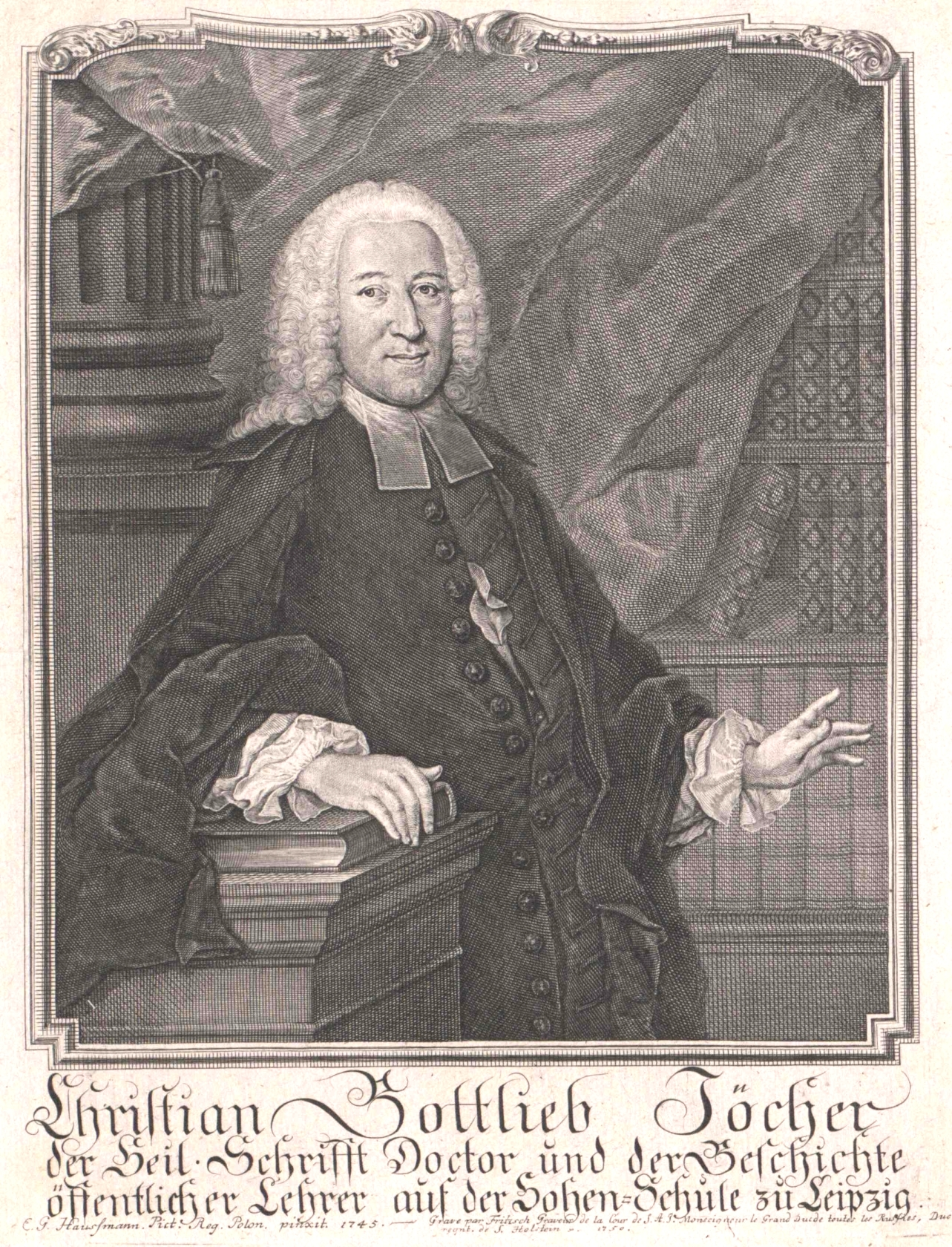
Christian Gottlieb Jöcher, Kupferstich von Christian Fritzsch nach Elias Gottlob Haußmann

Christian Gottlieb Jöcher (* 20. Juli 1694 in Leipzig; † 10. Mai 1758 ebenda) war ein deutscher Gelehrter, Bibliothekar und Lexikograf.

## Leben
Christian Gottlieb Jöcher war der Sohn des Kaufmanns Johann Christoph Jöcher und dessen Frau Margaretha, der Tochter des Mediziners Michael Ettmüller. Er wuchs bei seinem Großvater, dem Leipziger Stadtrichter Leonard Baudiß, auf, der ihm in Magister Börner und Magister Paul Abraham König zwei ausgezeichnete Privatlehrer stellte, die seine jugendliche Ausbildung leiteten. Sie weckten in ihm bereits in frühen Lebensjahren ein gewisses Interesse an Geschichte, Geographie und Genealogie. 1708 setzte er seine Ausbildung am Gymnasium in Gera fort und zwei Jahre später am Gymnasium in Zittau, das durch Christian Weise einen hervorragenden Ruf in Deutschland errungen hatte.
1712 begann er an der Universität Leipzig ein Studium der medizinischen Wissenschaften. Der Kontakt mit Gottfried Olearius sorgte dafür, dass er sich während seiner Ausbildung mehr den philosophischen Wissenschaften widmete. So frequentierte er die philosophischen Vorlesungen bei Hardt, Gottfried Polycarp Müller, Rüdinger und August Friedrich Müller. Dabei prägte sich eine besondere Vorliebe zu den morgenländischen Sprachen heraus, die er bei Heinrich Benedikt Stark (1672–1727) und Johann Georg Abicht weiterentwickelte. So hatte er sich bereits 1712 den akademischen Grad eines Bakkalaureus und 1714 den akademischen Grad eines Magisters der Philosophie erworben.
Danach begann er selbst Vorlesungen an der Leipziger Hochschule zu halten, etablierte sich ab 1715 als Assessor an der philosophischen Fakultät und erwarb zudem 1716 das Bakkalaureat der theologischen Wissenschaften. 1730 wurde er ordentlicher Professor an der philosophischen Fakultät und übernahm zudem 1732 die Professur der Geschichte an der Leipziger Hochschule. Nachdem er 1735 zum Doktor der Theologie promoviert hatte, übertrug man ihm ab 1742 die Oberaufsicht als Bibliothekar an der Universitätsbibliothek Leipzig, wo er den alphabetischen Gesamtkatalog initiierte.
Seine Schriften sind teils philosophische, teils Sammelwerke. Sein bekanntestes Werk ist das Allgemeines Gelehrten-Lexicon (Leipzig 1750/51, 4 Bände). Es ist eine Fortsetzung und Erweiterung des Compendiösen Gelehrten-Lexicon von Johann Burckhardt Mencke, welches er in 2. und in 3. Auflage (1725 und 1733) herausgegeben hatte. Dieses Werk ist von  Johann Gottlob Wilhelm Dunkel (1755–60) und von Johann Christoph Adelung (1784–87) erweitert worden. Wobei Heinrich Wilhelm Rotermund (Bremen 1810–22, 6 Bände) diese Arbeit fortsetzte. Zudem war Jöcher ab 1720 Redakteur der Deutschen Acta Eruditorum. Eifriger Wolffianer, beherrschte er nicht bloß das Gebiet der theoretischen Philosophie, sondern war auch als Dozent ein vortrefflicher Redner.

## Schriften

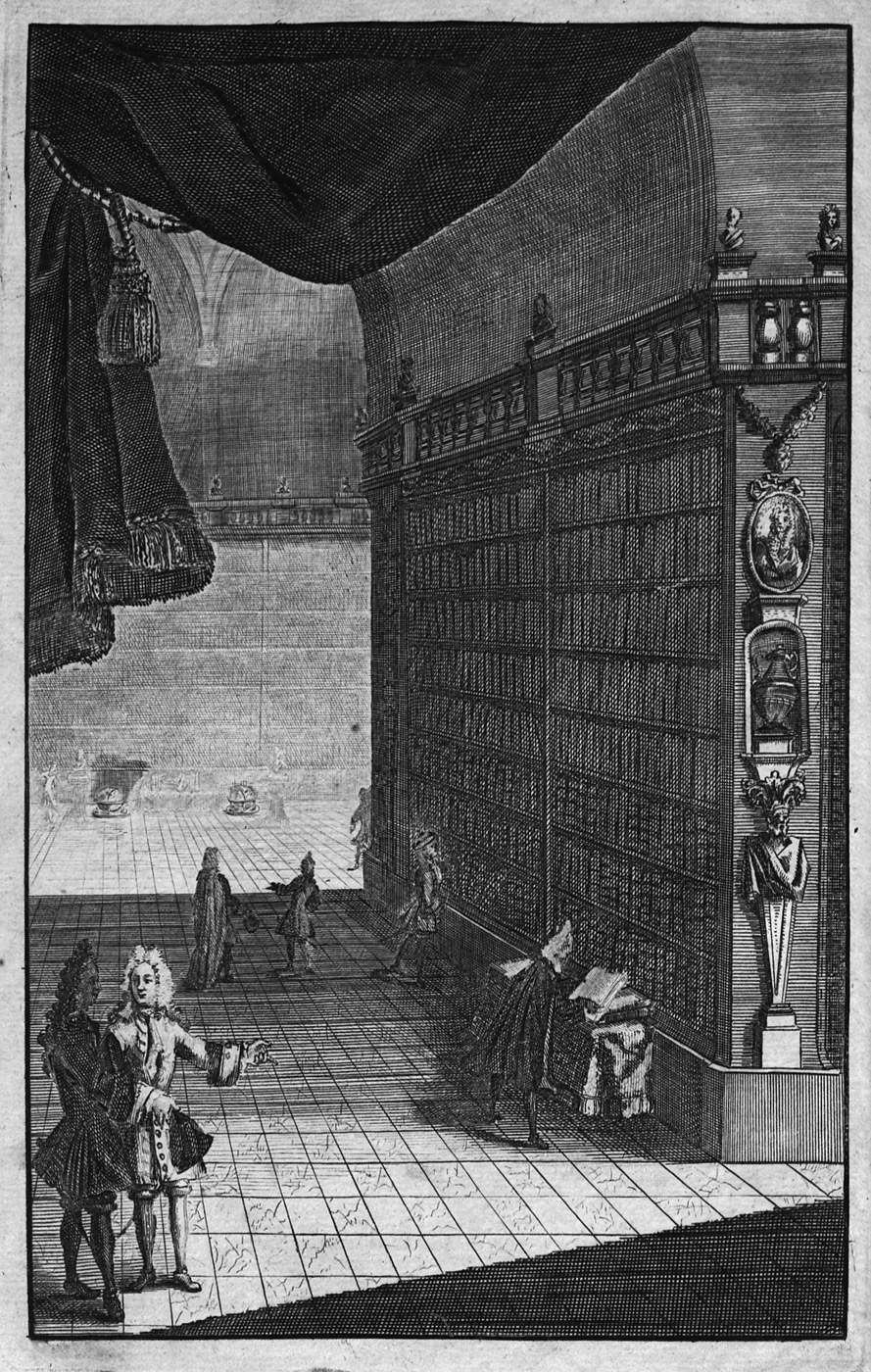
Frontispiz zu Jöchers Compendiösem Gelehrten-Lexicon

- Compendiöses Gelehrten-Lexicon: Darinne die Gelehrten aller Stände so wohl männ- als weiblichen Geschlechts, welche vom Anfang der Welt bis auf ietztige Zeit gelebt, und sich der gelehrten Welt bekannt gemacht, nach ihrer Geburt, Absterben, Schrifften, Leben und merckwürdigen Geschichten aus denen glaubwürdigsten Scribenten nach dem Entwurff des sel. D. Joh. Burckh. Menckens in alphabetischer Ordnung beschrieben werden. In zwei Theilen. Die dritte Auflage heraus gegeben von Christian Gottlieb Jöcher, Leipzig 1733
  - Band 1 (Textarchiv – Internet Archive)
  - Band 2 (Textarchiv – Internet Archive)

Siehe auch die Leipziger Ausgabe von 1726 auf Google Books.
- Allgemeines Gelehrten-Lexicon, Darinne die Gelehrten aller Stände sowohl männ- als weiblichen Geschlechts, welche vom Anfange der Welt bis auf die ietzige Zeit gelebt, und sich der gelehrten Welt bekannt gemacht, Nach ihrer Geburt, Leben, merckwürdigen Geschichten, Absterben und Schrifften aus den glaubwürdigsten Scribenten in alphabetischer Ordnung beschrieben werden. Verlag Johann Friedrich Gleditsch, Leipzig, (Digitalisate der Universitäts- und Landesbibliothek Halle)
  - Band 1: A–C. Leipzig 1750 (urn:nbn:de:gbv:3:1-627240)
  - Band 2: D–L. Leipzig 1750 (urn:nbn:de:gbv:3:1-627255)
  - Band 3: M–R. Leipzig 1751 (urn:nbn:de:gbv:3:1-627260)
  - Band 4: S–Z. Leipzig 1751 (urn:nbn:de:gbv:3:1-627274)
- Jöcher’s medizinischer Hausschatz: eine Auswahl von bewährten Vorbauungs- und Hülfsmitteln gegen die am häufigsten vorkommenden Krankheiten und Unglücksfälle im menschlichen Leben. Central-Comptoir, Leipzig: 1800. Band 1 als Digitalisierte Ausgabe der Universitäts- und Landesbibliothek Düsseldorf (urn:nbn:de:hbz:061:2-9649)
- Diss. sistens Biantem Prienaeum in numo argento. Leipzig 1714
- Diss. I et II. de variis veterum Philosophorum studendi modis. Leipzig 1716
- Progr. de demonstrationibus theologicie. Leipzig 1727
- Progr. de haeresi Opheorum S. Orpheorum. Leipzig 1730
- Diss. de insigni veterum Philosophorum servore in investiganda verirate. Leipzig 1730
- Philosophia haeresium obex. Leipzig 1732
- Progr. de cura philosophi circa historias. Leipzig 1732
- De insigni studii historici nostra aetate. . . seu excellentia, Académica. . ., cum ad munus historias publice docendi accederet, recitata etc. Leipzig 1732
- Trauer-Reden, welche bey verschiedenen Fällen öffentl. gehalten u. s. w. Leipzig 1733
- Diss. I. II. III exhibentes examen paralogismorum de miraculis Christ. Thomae Woolstoni. Leipzig 1730–1734 Zusammengedruckt unter dem Titel: Thomae Woolstoni Paralogismorum de Christi miraculis examen. Leipzig 1734
- Progr. in quo praelectionum suarum historicarum in universum rationem reddit. Leipzig 1735
- Diss. de discrimine et unione memoriae seusualis et intellectualis. Leipzig 1737
- Progr. de adoptione per arma. Leipzig 1737
- Progr. de bonis hominibus. Leipzig 1737
- Diss. de Marci Antonii, Triumviri, Timonio. Leipzig 1737
- Progr. de Academia Pumbeditana. Leipzig 1737
- Progr. de feudis Langharum. Leipzig 1737 und in Jenichii Thesauro T. III.
- Progr. de Philosophis Elpisticis apud Plutarchum. Leipzig 1739
- Progr. de Lusatiae nexu clientelari cum Archipraesulatu Parthenopolitano. Leipzig 1741
- Progr. de religione quadrata, s. quadruplice vitae monasticae specie. Leipzig 1741
- Progr. de Pythagorae methodo philosophiam docendi. Leipzig 1741
- Progr. de Hadriani Imp. libris Catacrianis. Leipzig 1741
- Diss. de suspecta Livii fide. Auct. et Resp. Jo. Henr. Parreidt. Leipzig 1743
- Progr, de Cynicis nulla re teneri volentibus. Leipzig 1743
- Progr. I et II de Joh. de Breitenbach, JCto Lipsiensi. Leipzig 1743, 1744
- Orationes Joachimi Felleri et, C. G. Joecheri de Bibliotheca Lipsiensi Paullina. Leipzig 1744
- Progr de Philosophis sperantibus (Cynicis). Leipzig 1744
- Progr. Primae lineae historiae controversiarum, a Thoma Morgan o excitataruui. Leipzig 1746
- Diss. de Domitii Abenobarbi expeditione in Germania trans Albim. Leipzig 1749
- Diss. adversus ea, quae Joseph Barre, Acad. Parisiensis Cancellarius, Tom. VII Histor. Germ. p. 77 de Friderico Brunsvicensi commentatus eft. Leipzig 1750
- Progr.Elogium Caroli Christo. a Tettau. Leipzig 1751
- Progr. de supplementis historiae Gebhardi, Archiepiscopi Coloniensis. Leipzig 1751
- Progr. de Numae Pompilii libris publica auctoritate Romae combustis. Leipzig 1753
- Neue Europäische Staats- und Reisegeographie. Gleditsch, Dresden/Leipzig 1754.
- Progr. de Ludolfo Magno, Duce Saxoniae. Leipzig 1757